# Siderópolis
Siderópolis is een gemeente in de Braziliaanse deelstaat Santa Catarina. De gemeente telt 12.967 inwoners (schatting 2009).

## Aangrenzende gemeenten
De gemeente grenst aan Bom Jardim da Serra, Cocal do Sul, Criciúma, Nova Veneza, Treviso en Urussanga.